# 이형선
이형선은 대한민국의 텔레비전 드라마 연출감독이다.

## 학력 및 경력
- MBC 프로듀서

### 영화
- 2006년 영화 《무도리》 ... 감독

### 드라마
- 2000년 MBC 수목 미니시리즈 《이브의 모든 것》 ... 조연출
- 2001년 ~ 2002년 MBC 아침 일일연속극 《보고싶은 얼굴》 ... 연출
- 2002년 ~ 2003년 MBC 아침 일일연속극 《황금마차》 ... 공동연출
- 2003년 MBC 베스트극장 《혼자 우는 사랑》 ... 연출
- 2004년 MBC 주말 특별기획드라마 《장미의 전쟁》 ... 조연출
- 2004년 MBC 추석 특집극 《아버지의 바다》 ... 연출
- 2005년 MBC 아침 일일연속극 《김약국의 딸들》 ... 조연출
- 2007년 MBC 아침 일일연속극 《내 곁에 있어》 ... 연출
- 2008년 MBC 주말 연속극 《천하일색 박정금》 ... 연출
- 2010년 MBC 주말 특별기획 드라마 《신이라 불리운 사나이》 ... 연출
- 2013년 MBC 주말 연속극 《금 나와라, 뚝딱!》 ... 공동연출
- 2016년 ~ 2017년 MBC 아침 일일연속극 《언제나 봄날》 ... 공동연출
- 2022년 ~ 2023년 MBC 저녁 일일연속극 《마녀의 게임》 ... 연출
- 2023년 ~ 2024년 MBC 저녁 일일연속극 《세 번째 결혼》 ... 제작